# Ninel Conde
Ninel Herrera Conde  (Toluca de Lerdo, Mexikó, 1970. szeptember 29. –) mexikói énekesnő és színésznő.

## Magánélete
Van egy lánya Sofia, 1997-ben született Ari Telch színésztől.
2007. december 7-én hozzáment Juan Zepeda üzletemberhez. 2014. áprilisában bejelentette, hogy 3 hónapos terhes a második gyermekével.

## Diszkográfia

### Nagylemezek
- 2003: Ninel Conde
- 2005: La Rebelde
- 2011: Ayer y Hoy

### Válogatáslemezek
- 2005: Y. .. Ganó El Amor
- 2008: 20 Grandes de Ninel Conde

### EP-k
- 2006:El Bombón Asesino
- 2011:Hoy Tengo Ganas De Ti

### Kislemezek
| Év   | Ének                                   | Slágerlista pozíció | Slágerlista pozíció | Album             |
| Év   | Ének                                   | US LAT              | US REG              | Album             |
| ---- | -------------------------------------- | ------------------- | ------------------- | ----------------- |
| 2003 | "Callados" (with Jose Manuel Figueroa) | –                   | 33                  | Ninel Conde       |
| 2004 | "Canela fina"                          | –                   | –                   | Ninel Conde       |
| 2004 | "La tabla"                             | –                   | –                   | Ninel Conde       |
| 2005 | "La rebelde"                           | –                   | –                   | La Rebelde        |
| 2005 | "Todo conmigo"                         | –                   | –                   | La Rebelde        |
| 2006 | "Ingrato"                              | –                   | 17                  | La Rebelde        |
| 2006 | "No ne veras"                          | –                   | –                   | La Rebelde        |
| 2006 | "El bombón asesino"                    | –                   | –                   | El Bombón Asesino |
| 2008 | "Ni un centavo"                        | –                   | –                   | Libre             |
| 2011 | "Vivir así es morir de amor"           | –                   | –                   | Ayer y hoy        |
| 2011 | "Hoy tengo ganas de ti"                | –                   | 18                  | Ayer y hoy        |
| 2012 | "Será porque te amo"                   | –                   | -                   | Ayer y hoy        |

### Videóklipek
| Év   | Ének                                   | Album             |
| ---- | -------------------------------------- | ----------------- |
| 2003 | "Callados" (with Jose Manuel Figueroa) | Ninel Conde       |
| 2005 | "Todo Conmigo"                         | La Rebelde        |
| 2005 | "Ingrato"                              | La Rebelde        |
| 2006 | "El Bombón Asesino"                    | El Bombón Asesino |
| 2010 | "Mujeriego"                            | Libre             |
| 2011 | "Vivir Asi Es Morir De Amor"           | Ayer Y Hoy        |

### Album megjelenések
| Év   | Ének                           | Album                           |
| ---- | ------------------------------ | ------------------------------- |
| 2004 | "Una Mujer"                    | Big Brother VIP: 3 (soundtrack) |
| 2007 | "El Año Viejo"                 | Navidad Con Amigos: 2007        |
| 2008 | "El Año Viejo"                 | Navidad Con Amigos: 2008        |
| 2008 | "El cable y El bombón asesino" | Fuego en la sangre              |

## Filmográfia
| Televisa telenovellák                     | Televisa telenovellák                       | Televisa telenovellák | Televisa telenovellák |
| Cím                                       | Szerep                                      | Év                    | Megjegyzés            |
| ----------------------------------------- | ------------------------------------------- | --------------------- | --------------------- |
| Bajo un Mismo Rostro                      |                                             | 1995                  | Kisebb szerep         |
| La Antorcha Encendida                     | Mirta                                       | 1996                  | Kisebb szerep         |
| Luz Clarita                               | Elsa Cárdenas                               | 1996                  | Kisebb szerep         |
| Rebelde                                   | Alma Rey                                    | 2004–2006             | Főszereplő            |
| Fuego En La Sangre                        | Rosario Rodríguez                           | 2008                  | Mellékszereplő        |
| Mar de amor (A szerelem tengere)          | Catalina "Coral" Mijares                    | 2009–2010             | Negatív szereplő      |
| Porque el amor manda (Amit a szív diktál) | Discua Paz de la Soledad / Lucía Montemayor | 2012–2013             | Mellékszereplő        |
| En tierras salvajes                       | Carolina Tinoco                             | 2017                  | Mellékszereplő        |

| Univisión telenovellák | Univisión telenovellák | Univisión telenovellák | Univisión telenovellák |
| Cím                    | Szerep                 | Év                     | Megjegyzés             |
| ---------------------- | ---------------------- | ---------------------- | ---------------------- |
| A bosszú               | Reina Azcárraga        | 2000                   | Negatív szereplő       |

| TV Azteca telenovellák | TV Azteca telenovellák | TV Azteca telenovellák | TV Azteca telenovellák |
| Cím                    | Szerep                 | Év                     | Megjegyzés             |
| ---------------------- | ---------------------- | ---------------------- | ---------------------- |
| Catalina y Sebastián   | Paty                   | 1999                   |                        |
| Besos Prohibidos       | Karen                  | 2000                   |                        |
| Vuelve Conmigo         |                        | 2000                   |                        |
| Mint a filmekben       | Topacio 'La Matadora'  | 2001                   | Negatív szereplő       |

| Filmek                           | Filmek | Filmek | Filmek     |
| Cím                              | Szerep | Év     | Megjegyzés |
| -------------------------------- | ------ | ------ | ---------- |
| 7 mujeres, 1 homosexual y Carlos | Mónica | 2004   | Főszereplő |
| Mujeres Infieles II              |        | 2004   | Főszereplő |

| Színház                  | Színház    | Színház | Színház        |
| Cím                      | Szerep     | Év      | Megjegyzés     |
| ------------------------ | ---------- | ------- | -------------- |
| Mujeres Frente al Espejo |            | 2002    | Vendégszereplő |
| Aventurera               | Főszereplő | 2011    | Főszereplő     |

| Big Brother VIP       | 2000 |
| El Show de los Sueños | 2008 |
| Mira Quien Baila      | 2013 |

| Műsorok       | Műsorok         | Műsorok | Műsorok                    |
| Cím           | Szerep          | Év      | Megjegyzés                 |
| ------------- | --------------- | ------- | -------------------------- |
| Ugly Betty    | TV Sexy Woman   | 2006    | Epizód: "Queens for a Day" |
| Desmadrugados | Műsorvezető     | 2007    |                            |
| Malibu Stacy  | Samara Krempser | 2012    |                            |

## Díjak és jelölések
TVyNovelas-díj
| Év   | Kategória              | Telenovella | Eredmény |
| ---- | ---------------------- | ----------- | -------- |
| 2006 | Legjobb női főszereplő | Rebelde     | Jelölve  |